# Базилика Святого Вита (Мёнхенгладбах)
Базилика Святого Вита (нем. Mönchengladbacher Münster St. Vitus) — католическая церковь в городе Мёнхенгладбах (федеральная земля Северный Рейн-Вестфалия). Бывшая главная церковь бенедиктинского аббатства Гладбах, сейчас — приходская церковь.

Главной реликвией базилики является хранящаяся в золотом ларце часть скатерти, которой был покрыт стол во время Тайной вечери. Реликвию раз в семь лет открывают для верующих.

## Легенда об основании

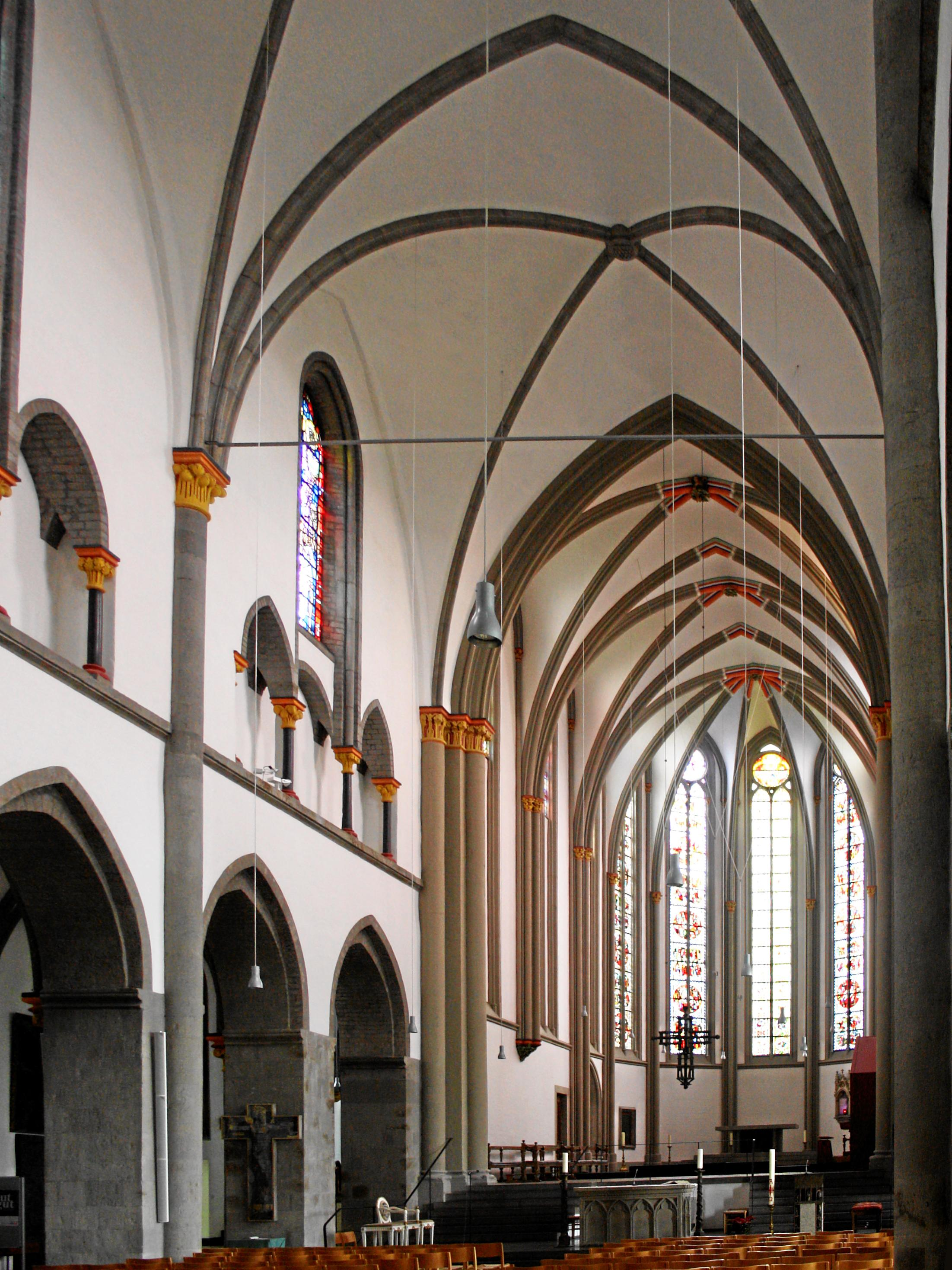
Главный неф церкви

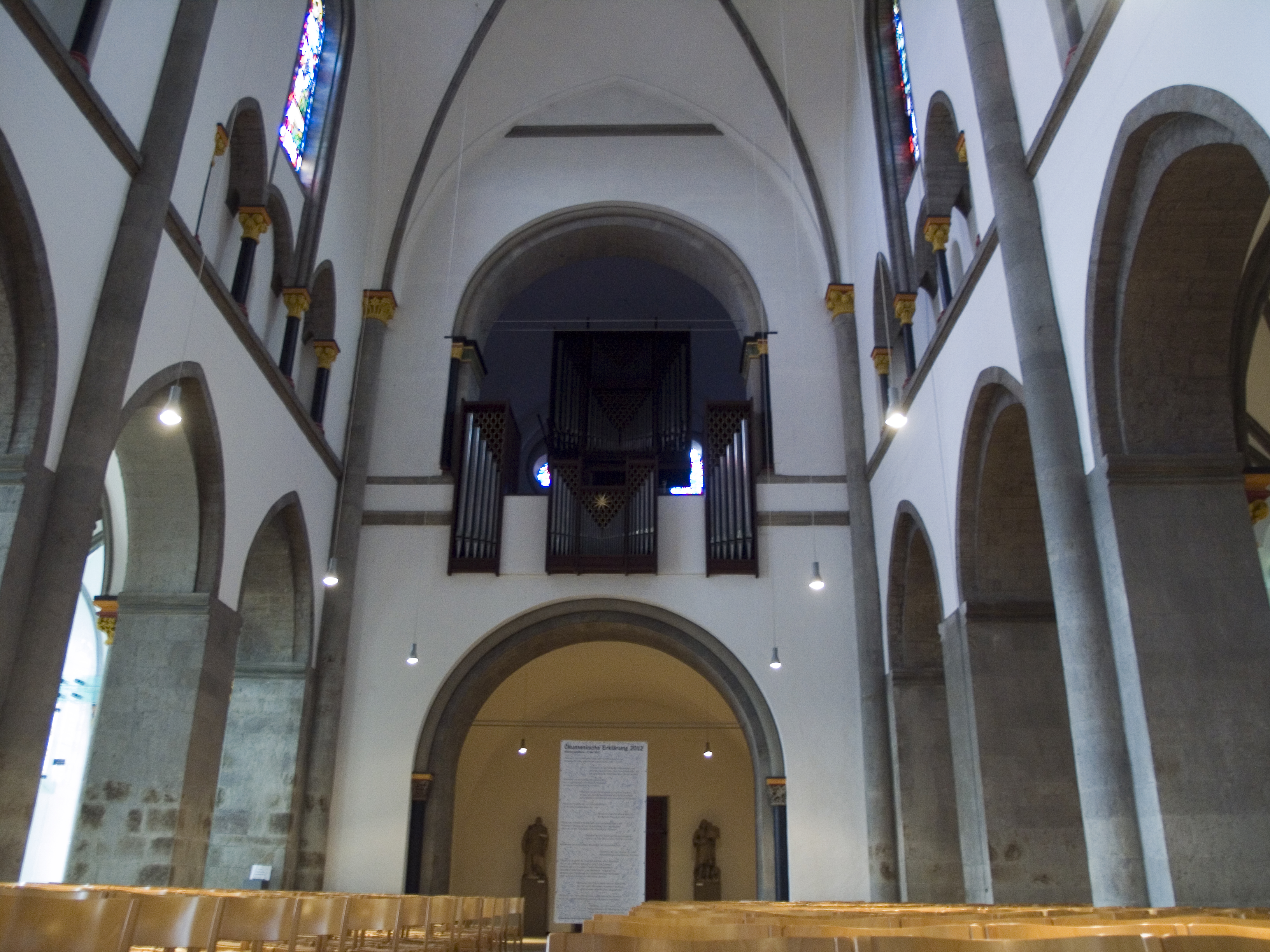
Орган

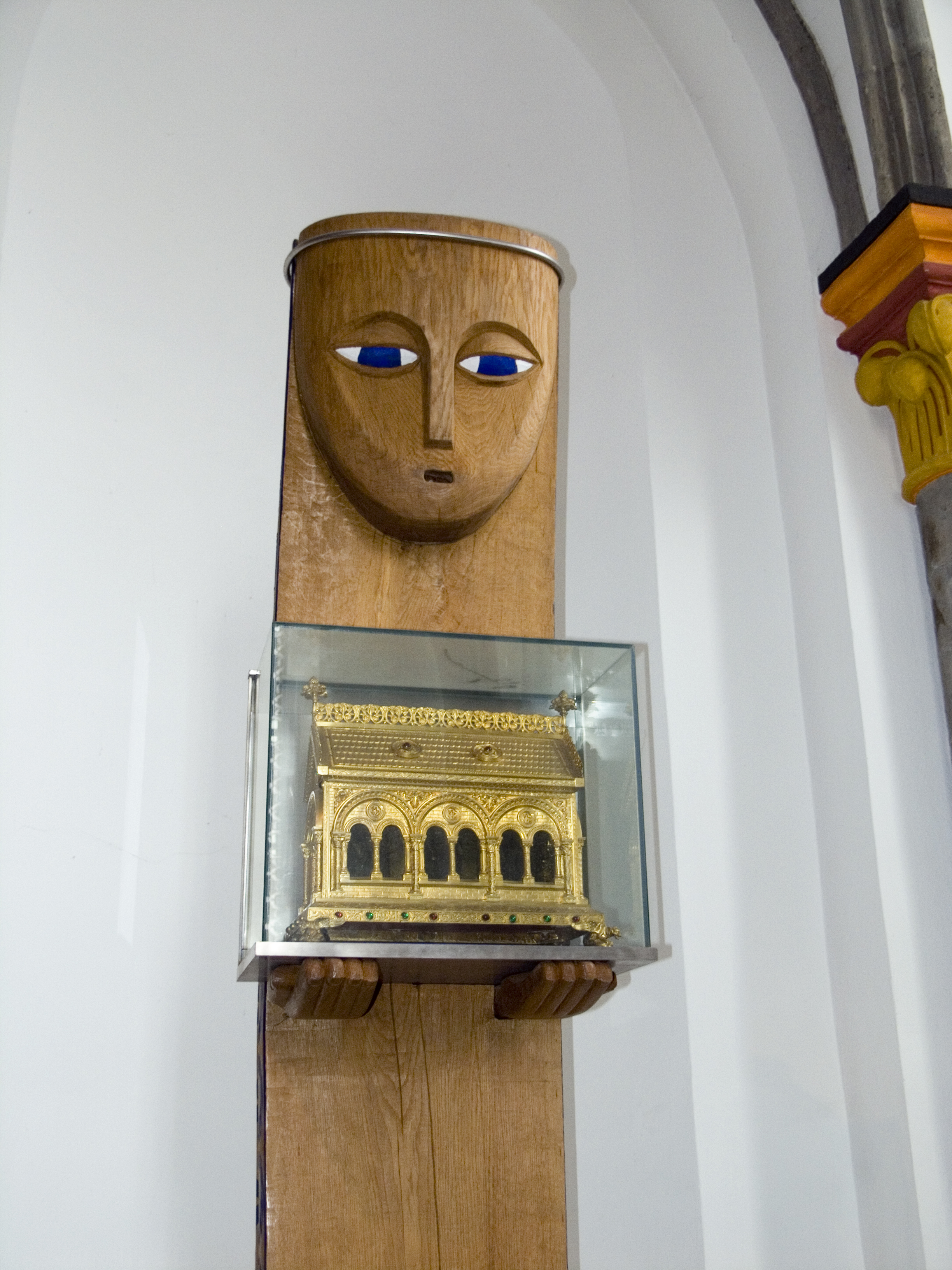
Золотой ларец со скатертью с Тайной вечери

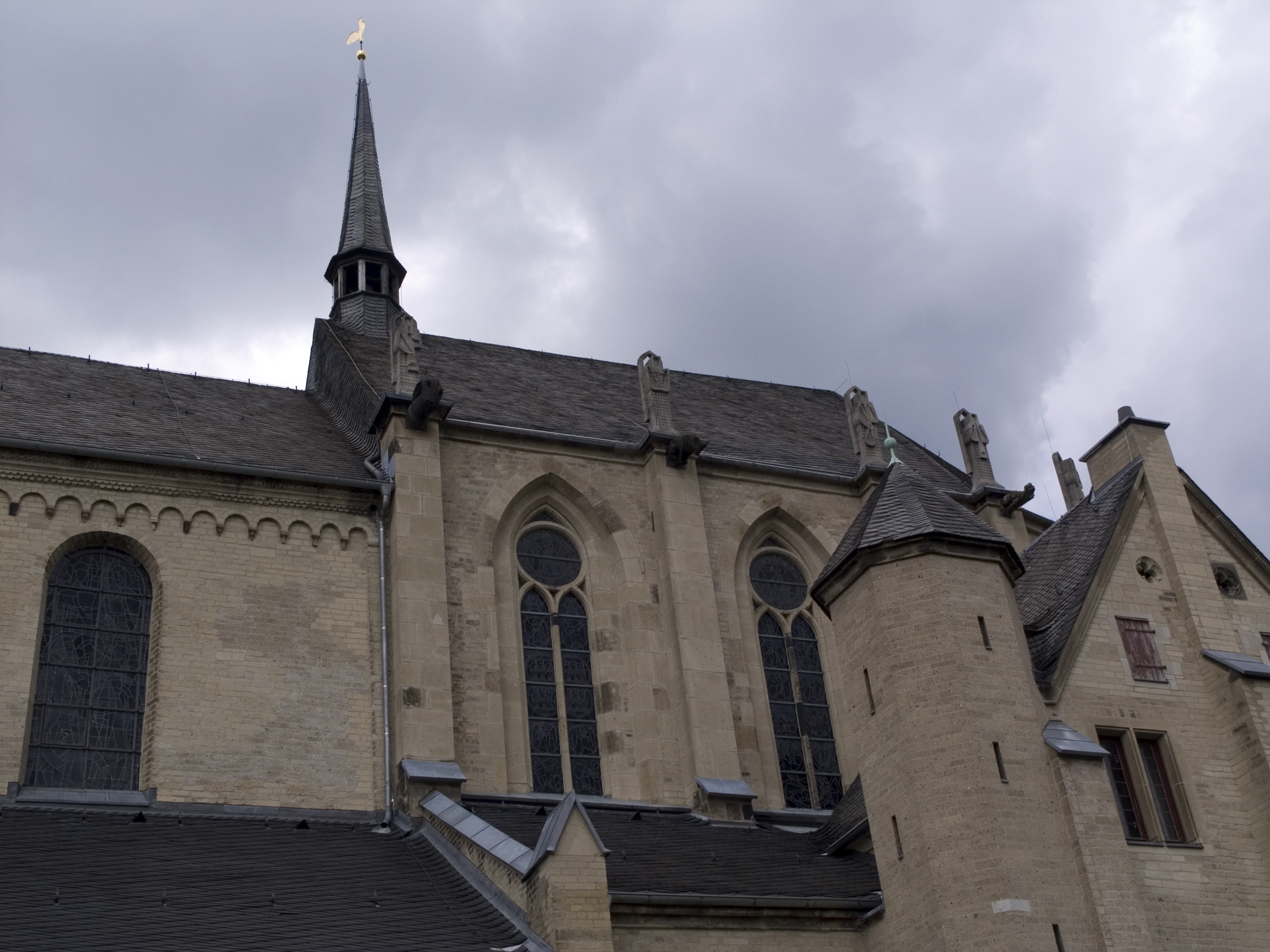
Фрагмент южного фасада

Согласно легенде в 972 году архиепископ Кёльна Святой Геро и сопровождавший его монах из Трира Сандрад искали место для основания монастыря. Когда они подошли к нынешнему монастырскому холму, в ту пору густо заросшему лесом, то они услыхали колокольный звон, доносящийся из недр горы. Следуя за звуком колокола, они нашли в холме расщелину, в которой обнаружили
реликвии Святого Вита, римского папы Корнелия, Святого Киприана Карфагенского и Святой Варвары. Это было воспринято как знак, о том что именно здесь должен быть основан монастырь.

## История
Бенедиктинский монастырь и его главная церковь были заложены в 974 году. Практически ничего об этих первых монастырских сооружениях неизвестно. Около 1100 года начинается строительство новой базилики. Есть основания предполагать, что тогда были перестроены только хор и крипта церкви.

В конце XII века был сооружён массивный вестверк, который можно наблюдать и сегодня. В 1228—1239 годах были построены новые главный и боковые нефы базилики.

В 1256—1277 по проекту архитектора Герарда фон Риле — строителя Кёльнского собора — был перестроен хор в готическом стиле, после чего здание приобрело вид близкий к современному.

Освящение обновлённой церкви провёл 28 апреля 1275 года Альберт Великий, о чём свидетельствует документ, скреплённый печатью Альберта Великого и хранящийся в ризнице базилики.

9 июня 1802 года в ходе медиатизации, проходившей под руководством наполеоновского министра Талейрана все монастыри Рейнской области были секуляризированы, после чего базилика Святого Вита становится приходской церковью.

25 апреля 1973 года папа Павел VI присвоил базилике Святого Вита звание Малой папской базилики (лат. Basilica minor).